# IBM 305 RAMAC
IBM 305 RAMAC byl první komerční počítač s jednotkou pevného disku, který podnikům umožňoval zaznamenávat transakce tak, jak k nim došlo, a současně odrážet každou položku v dotčených účtech.  Počítač RAMAC 305 s diskovou úložnou jednotkou IBM 350 byl navržen a vyroben společností IBM Research Division v San José v Kalifornii. Disková úložná jednotka byla světu představena 4. září 1956 a samotný počítač 13. září téhož roku.  RAMAC byla zkratka pro „Random Access Method of Accounting and Control“, protože jeho design byl motivován potřebou účetnictví v reálném čase v podnikání. Pro sekundární úložiště používal pevný disk s pohyblivou hlavou (magnetické ukládání dat na disku).

## Historie
Před počítačem RAMAC musely být informace zadány spuštěním mnoha děrných štítků přes stroj s děrnými štítky a odpovědi dorazily za hodiny nebo dny. RAMAC mohl najít data během několika sekund, změnit je a přejít k nalezení úplně jiného kusu dat. To umožnilo podnikům přemýšlet o datech novými způsoby, míchat je a porovnávat za chodu. Náhodný přístup (random access) umožnil vznik relačních databází.
Technické překážky byly obrovské, laboratoř se brzy rozhodla použít rotující horizontální disky potažené magnetickým materiálem. Magnetické skvrny na disku představovaly charakter dat. Vzhledem k tomu, že skvrny by měly magnetické pole, mohlo by se magnetické rameno vznášet nad skvrnami a číst je. Dále vědci hledaly ideální materiál pro disky, po mnoha pokusech a omylech se vědci pokusili slepit dva hliníkové disky dohromady a fungovalo to.
Ještě problematičtější bylo rameno, nesmělo se dotknout disku, jinak by byla veškerá data vymazána. Na řešení tohoto problému přišli vědci William Goddard a John Lynott, kdy přišli s rukou, která vypustila stlačený vzduch, aby se ruka vznášela těsně nad diskem.
Jelikož jeden disk nemohl uložit dostatek dat, aby byl užitečný, vědci vytvořili stroj, který držel 16 disků naskládaných vodorovně a mezi každým diskem byl malý prostor.
Produkt, který byl uveden na trh, měl velikost dvou kuchyňských ledniček vedle sebe. Padesát disků uvnitř se točilo rychlostí 1200 otáček za minutu, zatímco se rameno vrhalo dovnitř a ven a přistupovalo k datům rychlostí přibližně 100 000 bitů za sekundu. 
První RAMAC, byl instalován roku 1957 v divizi MOPAR vyrábějící automobily Chrysler. Nahradil obrovský tube file systém, který byl součástí řídící části zásob a objednávkového systému.
Během zimních olympijských her 1960 ve Squaw Valley (USA) poskytla společnost IBM pro tyto hry první systémy elektronického zpracování dat. Součástí systému byl počítač IBM RAMAC 305, který poskytoval sběr dat děrných štítků a centrální tiskové zařízení.
Bylo vyrobeno přes 1000 systémů. Výroba skončila v roce 1961, počítač zastaral roku 1962, kdy byla zavedena nová disková úložná jednotka IBM 1405 pro IBM 1401 a roku 1969 byl stažen z prodeje.

## Přehled
První jednotka pevného disku byla dodána 13. září 1956. Model 305 byl flexibilní, elektronický, univerzální stroj pro zpracování dat. Dalšími součástmi počítače byly děrovač karet, centrální procesorová jednotka, jednotka napájecího zdroje, jednotka konzoly / čtečky karet operátora a tiskárna. K dispozici byla také manuální dotazovací stanice, která umožňovala přímý přístup k uloženým datům. IBM nabízel systém jako schopný uložit ekvivalent 64 000 děrných štítků. 
Diskové úložiště IBM 350 bylo hlavní součástí systému IBM 305 RAMAC. Jednotka 350 Disk Storage Unit se skládala z magnetické diskové paměťové jednotky s přístupovým mechanismem, elektronického a pneumatického ovládání přístupového mechanismu a malého vzduchového kompresoru.  Bylo používáno padesát hliníkových disků o průměru 24 palců (610mm) potažených magnetickými částicemi 𝛾γ-Fe2O3 a polymerním pojivem. Dvě nezávislá ramena se pohybovala nahoru a dolů pro výběr disku a dovnitř a ven pro výběr záznamové stopy, vše pod servořízením. Posuvníky magnetické hlavy byly podepřeny na vzduchovém filmu s roztečí 25 µm vyvinutou pomocí hydrostatického ložiska. Průměrná doba k vyhledání jednoho záznamu, označovaného jako přístupová doba, byla 600 ms. Jednotka uložila 5MB dat při plošné hustotě 2 kbits/palec² (2 kbits/12cm²).  Zkompletovaný s kryty byl model 350 dlouhý 60 palců, vysoký 68 palců a hluboký 29 palců. V roce 1958 byl systém 305 vylepšen tak, aby umožňoval další volitelnou 350 diskovou úložnou jednotku, čímž se zdvojnásobila kapacita úložiště. 
Původní počítačový systém mohl být umístěn na prostoru přibližně 9m x 15m. Vážil přes tunu a musel být přemísťován vysokozdvižnými vozíky a byl dodáván prostřednictvím velkých nákladních letadel. Podle Munce mohla být úložná kapacita jednotky zvýšena nad pět megabajtů, ale marketingové oddělení IBM bylo v té době proti jednotce s větší kapacitou, protože nevěděli, jak prodat produkt s větším úložištěm.
Pronájem stál 3200$ na měsíc a celková cena činila 250 000$, neuvěřitelných 50 000$ na MB. Více než 1 000 systémů bylo vyrobeno před ukončením výroby v roce 1961. RAMAC se stal zastaralým o rok později, když byla zavedena disková paměťová jednotka IBM 1405 pro IBM 1401. IBM 305 byl stažen z prodeje v roce 1969.

## Související periferní jednotky
Základní systém se skládal z následujících jednotek:
- IBM 305 - Procesní jednotka, magnetický procesní buben, registr magnetického jádra a elektronické logické a aritmetické obvody
- IBM 350 - Disková úložná jednotka
- IBM 370 - tiskárna
- IBM 323 - Děrování karet
- IBM 380 - Konzole, čtečka karet a psací stroj IBM Electric model B1
- IBM 340 – Napájení